# Borgward BE3000
Der Borgward BE3000, später als Lloyd EL3000 verkauft, war die Elektroantriebsversion des deutschen Militärlastwagens Borgward B 3000, ein Mittelklasse-Lastwagen mit einem Leergewicht von 3 t, der für Güter mit einem Gewicht von bis zu 4,450 t ausgelegt ist.
Seit 1906 entwickelten NAMAG und Borgward Elektrofahrzeuge bis 40 PS. 1950 verlegte Borgward die Produktion von Bremen zu seinem anderen Standort in Hastedt, einem Stadtteil von Bremen-Hemelingen, und produzierte das Fahrzeug als Lloyd EL3000. Die Gesamtstückzahl der Produktion ist nicht bekannt, aber jedes Jahr wurden etwa 30 Fahrzeuge dieses Typs gebaut. Der Hauptkunde war die Britische Rheinarmee.
Die Batterien gaben dem Lkw eine Reichweite von 70 km und von 100 km unbeladen. Es wurden 7,50 × 20 Reifen verwendet. Neben der hydraulischen Bremse hatte der Wagen eine Motorkurzschlussschaltung installiert, um ihn elektrisch zu verzögern. Der Motor wurde von den Lloyd Dynamowerken Bremen hergestellt.
Später wurde die Typenbezeichnung EL3000 für ein elektrisches, über verschiedene Hersteller hinweg einheitlich produziertes Postzustellfahrzeug verwendet.